# Охотско море
Охо̀тско море (на руски: Охотское море; на японски: オホーツク海) е периферно море в северозападната част на Тихи океан. Чрез Курилските протоци се свързва с Тихия океан, а чрез протоците Невелски и Лаперуз – с Японско море.
Разположено е между източното крайбрежие на Азия от нос Лазарев (при протока Невелски) до устието на река Пенжина на запад и север, полуостров Камчатка на изток, Курилските острови на югоизток и островите Хокайдо на юг и Сахалин на югозапад. Дължина от север на юг - 2445 km, максимална ширина - 1407 km. Площ - 1,583 млн.km², обем - 1,365 млн.km³, средна дълбочина - 777 m, максимална – 3372 m (Курилската котловина).
Японците традиционно са го наричали „Хоккай“ (японски 北海), буквално „Северно море“, но доколкото сега това име се отнася за Северно море в Атлантическия океан, те са променили името на Охотско море на „Охоцуку-кай“ (японски オホーツク海). Руското име произхожда от това на сравнително малката река Охота, вливаща се в северозападната му част, в устието на която се намира селището от градски тип Охотск (Хабаровски край). Преди това на картите се е отбелязвало, като Ламско море (от евенкски: лам – море) или Камчатско море (от името на полуостров Камчатка).
Южните брегове на Охотско море принадлежат на Япония, а останалите – на Русия. През Охотско море преминават важни морски пътища, свързващи Владивосток със северните райони на Далечния изток и Курилските острови. Най-големите пристанища са:
- в Русия – Магадан, Николаевск на Амур и Охотск на брега на континента; Корсаков и Поронайск на остров Сахалин; Северокурилск на Курилските острови.
- в Япония – Абашири, Уаканай, Монбецу.

## География и океанография

### Релеф и геология на дъното
Охотско море е разположено в зоната на прехода между континенталната плоча и океанското дъно. Крайбрежните наслаги са теригенни и грубозърнести, а в централните му части – диатомови тини. Котловината на морето се дели на 2 части: северна и южна. Земната кора под морското дъно в северната част е изградена от континентални и субконтинентални скали, а в южната – от субокеански породи. 
Северната част на котловината на Охотско море представлява потънал (до 1000 m) континентален шелф и в неговите предели се обособяват от възвишенията Академия на Науките на СССР (933 m) и Институт по Океанология (932 m), заемащи централните му части, падините Дерюгин (1780 m, близо до Сахалин) и Тинро (991 m, близо до Камчатка). Образуването на котловината на морето в северната му част е станало през антропогена, вследствие на понижаването на големи континентални блокове.
Южната част е заета от дълбоководната Курилска котловина (3372 m), която е отделена от океана от веригата на Курилските острови и е геоложки значително по-стара - образувала се е или в резултат от понижението на континенталните блокове или вследствие на обособяването на части от дъното на океана.

### Брегове, заливи, острови, реки
В Охотско море се вливат множество големи реки: Амур, Тугур, Тором, Уда, Урак, Охота, Кухтуй, Улбея, Иня, Тауй, Гижига, Парен, Пенжина, Таловка, Тигил, Бистрая, Поронай, Тим. Бреговата линия на морето е слабо разчленена, като дължината ѝ е 10 460 km. Голяма част от северните, северозападните и североизточните брегове са високи и скалисти. В устиевите участъци на големите реки, западния бряг на Камчатка и по северните части на Сахалин и Хокайдо бреговете са предимно ниски.
Най-големите заливи на Охотско море са: Шелихов (с Гижигински и Пенжински), Сахалински, Удски, Тауйски, Академия и др. Край югоизточните брегове на Сахалин са разположени заливите Анива и Търпение. Почти всичките острови, като Шантарски, Завялов, Спафарев и Ямски са разположени в близост до бреговете му, а само остров Йона – в открито море.

### Климат
Охотско море се намира в зоната на мусонния климат на умерените ширини. Голяма част от годината от континента духат студени и сухи ветрове, изстудяващи северната му част. От октомври до април тук се наблюдават отрицателни температури на въздуха и устойчива ледена покривка. На североизток средномесечните температури на въздуха през януари и февруари са от -14 °C до -20 °C, на север и запад – от -20 °C до -24 °C, а в южните и източните му части – от -5 °C до -7 °C. Средномесечните температури през юли и август са съответно 10 – 12 °C, 11 – 14 °C, 11 – 18 °C. Годишната сума на валежите варира от 300 – 500 mm на север, до 600 – 800 mm на запад, а в южните и югоизточни части – над 1000 mm. В северната му половина облачността е по-малка в сравнение с южната и се увеличава от запад на изток.

### Воден баланс, температура на водата, соленост
Във водния баланс на Охотско море притокът на речна вода, валежите и изпарението играят незначителна роля, за сметка на притока и разхода на тихоокеанска вода през Курилските протоци и притока на вода от Японско море през протока Лаперуз. Тихоокеанска дълбочинна вода нахлува през Курилските протоци на дълбочина 1000 – 1300 m с температура около 1,8 – 2,3 °C и соленост около 34,4 – 34,7‰ и през цялата година слабо се променя.
Повърхностната охотска вода заема слой с дълбочина до 300 – 500 m и с изключение на крайбрежната зона се наблюдава по цялото морско пространство. Нейната температура през зимата е от -1,8 °C до 2 °C, през лятото от -1,5 °C до 15 °C и соленост от 32,8 до 33,8‰. В резултат на зимната конвекция между долната граница на повърхностния слой и горната граница на дълбочинния тихоокеански слой се формира промеждутъчна зона с мощност 150 – 900 m с температура от -1,7 °C до 2,2 °C и соленост от 33,2 до 34,5‰ през цялата година.

### Морски течения, приливи и отливи, ледови явления
В Охотско море съществува ярко изразена, макар и с многочислени местни отклонения, циклична система на морските течения, с малки (до 2 – 10 см/сек) скорости далеч от бреговете. В тесните места и протоците господстват силни приливни течения (до 3,5 m/сек в Курилските протоци и в района на Шантарските острови). Преобладават приливите от смесен тип, предимно неправилни денонощни. Максимална приливна вълна (до 12,9 m) има в Пенжинския залив, а минимална (0,8 m) – по югоизточното крайбрежие на Сахалин.
През ноември северната част на морето се покрива с ледена кора, а средната и южната, подложена на въздействието на прииждащите циклони, а често - и тайфуни, стават място на жестоки щормове (морски бури), често с продължетелност до 7 – 10 денонощия. Прозрачността на водата далеч от брега е от 10 до 17 m, а край бреговете намалява до 6 – 8 m и по-малко. Поради голямата прозрачност на водата се наблюдават явленията светеща вода през лятото и светещи ледове - през зимата.

### Растителност и животински свят
По видовия си състав организмите, обитаващи Охотско море, имат арктичен характер. Видовете от умерените (бореални) райони, благодарение на топлото въздействие на океанската вода, населяват предимно южните и югоизточните му части. В морския фитопланктон преобладават диатомовите водорасли, а в зоопланктона – ракообразни, медузи, молюски (мекотели) и червеи. В литоралните (плитководни) райони широко разпространение имат мидите, молюските, раците, морските таралежи, амфибиите (земноводните) и крабовете. В дълбоките части обитава богата фауна от безгръбначни (стъклени гъби, холотурии, дълбоководни осмолъчеви корали, десетокраки ракообразни) и риби. Най-разпространената растителност в литоралната област са кафявите водорасли, но широко разпростронение имат и червените, а в северозападните части – зелените водорасли. В морето обитават множество видове риби, някои от тях - с промишлено значение. Представителите на морските бозайници са: китове, тюлени, морски котки и др. Голямо икономическо значение имат камчатските и сините крабове, по запаси от които морето заема първо място в света.

## История
За първи път европейците достигат до северозападните брегове на Охотско море през август 1639 г. начело с руския първопроходец Иван Москвитин. През май 1645 г. друг руски първопроходец Василий Поярков плава в югозападните му части. От 1733 до 1742 г., по време на Втората Камчатска експедиция, участниците в нея първично картират почти целите му брегове. 
През 1805 г. първият руски околосветски мореплавател Иван Крузенщерн описва и картира източното крайбрежие на Сахалин. От 1849 до 1855 г. участниците в експедицията, ръководена от капитан Генадий Невелски, изследват и картират югозападните му брегове и устието на река Амур и доказват островното положение на Сахалин. 
Първа пълна информация за хидрологията на Охотско море през 1894 г. дава руският морски офицер Степан Осипович Макаров. От 1899 до 1902 г. за опознаване фауната на морето допринасят изследванията на руските зоолози Владимир Константинович Бражников и Н. К. Солдатов. В края на ХІХ и началото на ХХ в. в Охотско море действат американска комисия по риболова на САЩ на кораба „Албатрос“ и японска експедиция (1915 – 1917 г.) под ръководството на Х. Марукава. 
През 1920-те години са извършени комплексни изследователски дейности, начело с видните зоолози Константин Михайлович Дерюгин и Пьотър Юлиевич Шмид. През 1932 г. на кораба „Гагара“ в морето работи комплексна експедиция на Държавния хидроложки институт и Тихоокеанския институт за риболовно стопанство и океанография. След нея систематически изследвания в Охотско море се водят в течение на редица години от Тихоокеанския институт за риболовно стопанство и океанография. От 1947 г. изследванията в морето се осъществяват от Института по океанология при АН на СССР на кораба „Витяз“ (1949 – 1954), корабите на Държавния океанографски институт, Владивостокското хидрометеоуправление и други учреждения.